# 中国社会科学院哲学研究所
中国社会科学院哲学研究所（英語：Institute of Philosophy of Chinese Academy of Social Sciences），简称哲学所，是隶属于中国社会科学院的哲学研究机构。据不完全统计，哲学所成立以来组织人员发表著作1200余部、论文近19000篇、研究报告200余份，加上其他成果，总字数超过4亿。到2007年5月，哲学所共有在职人员141人，离退休人员135人。
前身為於1955年9月成立的中国科学院哲学研究所，1977年5月随中国社会科学院的建立而改称中国社会科学院哲学研究所。

## 历任所长
- 潘梓年
- 许立群
- 邢贲思
- 汝信（兼任）
- 陈筠泉
- 李景源
- 谢地坤
- 张志强